# Clube Oriental de Lisboa
Clube Oriental de Lisboa ist ein Sportverein aus der portugiesischen Hauptstadt Lissabon. Insbesondere für seine Fußballabteilung ist der Verein bekannt, aber auch für seine Handball-, Volleyball- und Basketballmannschaften.

## Geschichte
Der Verein entstand am 8. August 1946 durch den Zusammenschluss der drei Vereine Grupo Desportivo Os Fósforos, Marvilense Futebol Clube und Chelas Futebol Clube.
Seinen größten Erfolg erreichte der Verein im Fußball, in der Saison 1950/51, die er als Fünfter der ersten portugiesischen Liga, der Primeira Liga abschloss. Nach späteren Abstiegen war der Verein 2013 Gründungsmitglied der neu geschaffenen dritten Liga, des Campeonato Nacional de Seniores. Nach Ende der Saison 2013/14 gelang Oriente der Aufstieg in die zweite portugiesische Liga, der Segunda Liga. Seit dem Abstieg 2016 spielt man wieder Drittklassig.

## Stadion
Die Fußballmannschaft trägt ihre Heimspiele im Campo Engenheiro Carlos Salema aus. Das Stadion bietet Platz für 8.500 Zuschauer und liegt in der Lissaboner Stadtgemeinde Marvila.

## Sportarten

### Fußball
- Campeonato de Portugal Prio – Gruppe D (2019/20)

### Handball
- Distriktebene; ehemals Campeonato Nacional da 3ª Divisão (Dritte Liga)

### Basketball
- Distriktebene

### Volleyball
- Distriktebene

### Weitere
- Triathlon
- Kampfsportarten
- Gymnastik
- Schwimmen
- verschiedene Wassersportarten